# Sambas (stad)
Sambas is een stad in Indonesië op het eiland Borneo. De stad ligt in het noorden van de provincie West-Kalimantan aan de gelijknamige rivier. Het is tevens de hoofdplaats van het regentschap Sambas.